# Cliff Robertson
Clifford Parker Robertson, III (9. září 1923 Los Angeles – 10. září 2011, Stony Brook, New York) byl americký herec. V roce 1969 získal cenu Oscar za nejlepší mužský herecký výkon v hlavní roli ve filmu Charly (1968). Zahrál si například ve filmu Spider Man roli Bena Parkera.